# Middelfart Kommune
Middelfart Kommune ist eine dänische Kommune im Nordwesten der Insel Fünen. Sie entstand am 1. Januar 2007 im Zuge der Kommunalreform durch Vereinigung der „alten“ Middelfart Kommune mit den bisherigen Kommunen Ejby und Nørre Aaby im Fyns Amt.
Middelfart Kommune besitzt eine Gesamtbevölkerung von 39.961 Einwohnern (Stand 1. Januar 2023) und eine Fläche von 298,80 km². Sie ist Teil der Region Syddanmark und arbeitet innerhalb der Region Trekantområdet mit fünf benachbarten Kommunen zusammen.

## Kirchspielsgemeinden und Ortschaften in der Kommune
Auf dem Gemeindegebiet liegen die folgenden Kirchspielsgemeinden (dän.: Sogn) und Ortschaften mit über 200 Einwohnern (byer nach Definition der dänischen Statistikbehörde); Einwohnerzahl am 1. Januar 2023, bei einer eingetragenen Einwohnerzahl von Null hatte der Ort in der Vergangenheit mehr als 200 Einwohner:
| Nr. | Kirchspiel           | Einwohner | Ortschaft                        | Einwohner |
| --- | -------------------- | --------- | -------------------------------- | --------- |
| 06  | Asperup Sogn         | 1.584     | Båring                           | 964       |
| 14  | Balslev Sogn         | 286       |                                  |           |
| 07  | Brenderup Sogn       | 2.307     | Brenderup                        | 1.434     |
| 15  | Ejby Sogn            | 2.234     | Ejby                             | 2.166     |
| 16  | Fjelsted Sogn        | 722       | Fjelsted                         | 303       |
| 13  | Føns Sogn            | 314       | Føns                             | < 200     |
| 08  | Gamborg Sogn         | 447       |                                  |           |
| 18  | Gelsted Sogn         | 2.298     | Gelsted (Teil mehrerer Kommunen) | 1.676     |
| 12  | Harndrup Sogn        | 853       | Harndrup                         | 607       |
| 19  | Husby Sogn           | 369       |                                  |           |
| 11  | Indslev Sogn         | 389       |                                  |           |
| 04  | Kauslunde Sogn       | 3.378     | Kauslunde                        | 509       |
| 03  | Middelfart Sogn      | 13.134    | Middelfart                       | 16.546    |
| 10  | Nørre Aaby Sogn      | 3.395     | Nørre Aaby                       | 3.224     |
| 05  | Roerslev Sogn        | 360       |                                  |           |
| 01  | Strib-Røjleskov Sogn | 4.404     | Strib                            | 4.858     |
| 20  | Tanderup Sogn        | 410       |                                  |           |
| 09  | Udby Sogn            | 430       |                                  |           |
| 02  | Vejlby Sogn          | 1.990     | Røjle Vejlby                     | 246 205   |
| 17  | Ørslev Sogn          | 194       |                                  |           |

1. ↑  In der Ortschaft Føns wohnten im Jahr 2007 erstmals weniger als 200 Einwohner.
2. ↑  In der Ortschaft Vejlby wohnten im Jahr 2022 erstmals weniger als 200 Einwohner.

## Partnerstädte
Die Middelfart Kommune unterhält folgende Städtepartnerschaften:
- Norwegen: Mandal
- Schweden: Oskarshamn
- Finnland: Korsholm
- Deutschland: Barmstedt